# Ikra

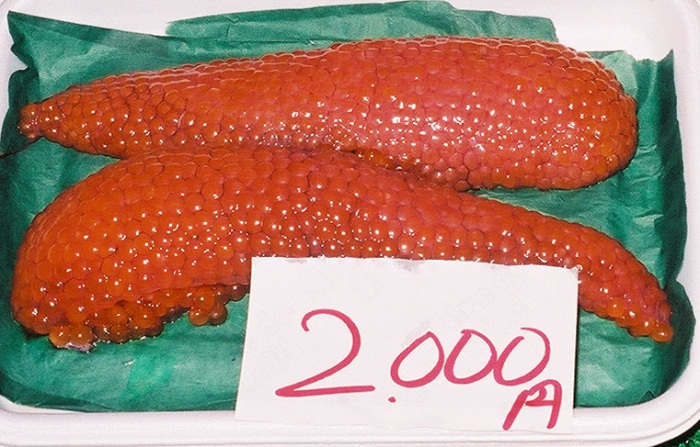
Lazacikra a siogamai halpiacon Japánban

Az ikra a halak és bizonyos tengeri állatok, például tengerisünök, rákok és kagylók teljesen érett megtermékenyítetlen vagy már megtermékenyített petéinek összessége. Mint a tenger gyümölcsét, sok ételhez használják főtt vagy nyers hozzávalóként. Kaviárnak a tokhal ikráját nevezik, amelyet csemegeként fogyasztanak. A hím halakban nem ikra van, hanem haltej ezért nevezik őket tejesnek is.

## A világ körül

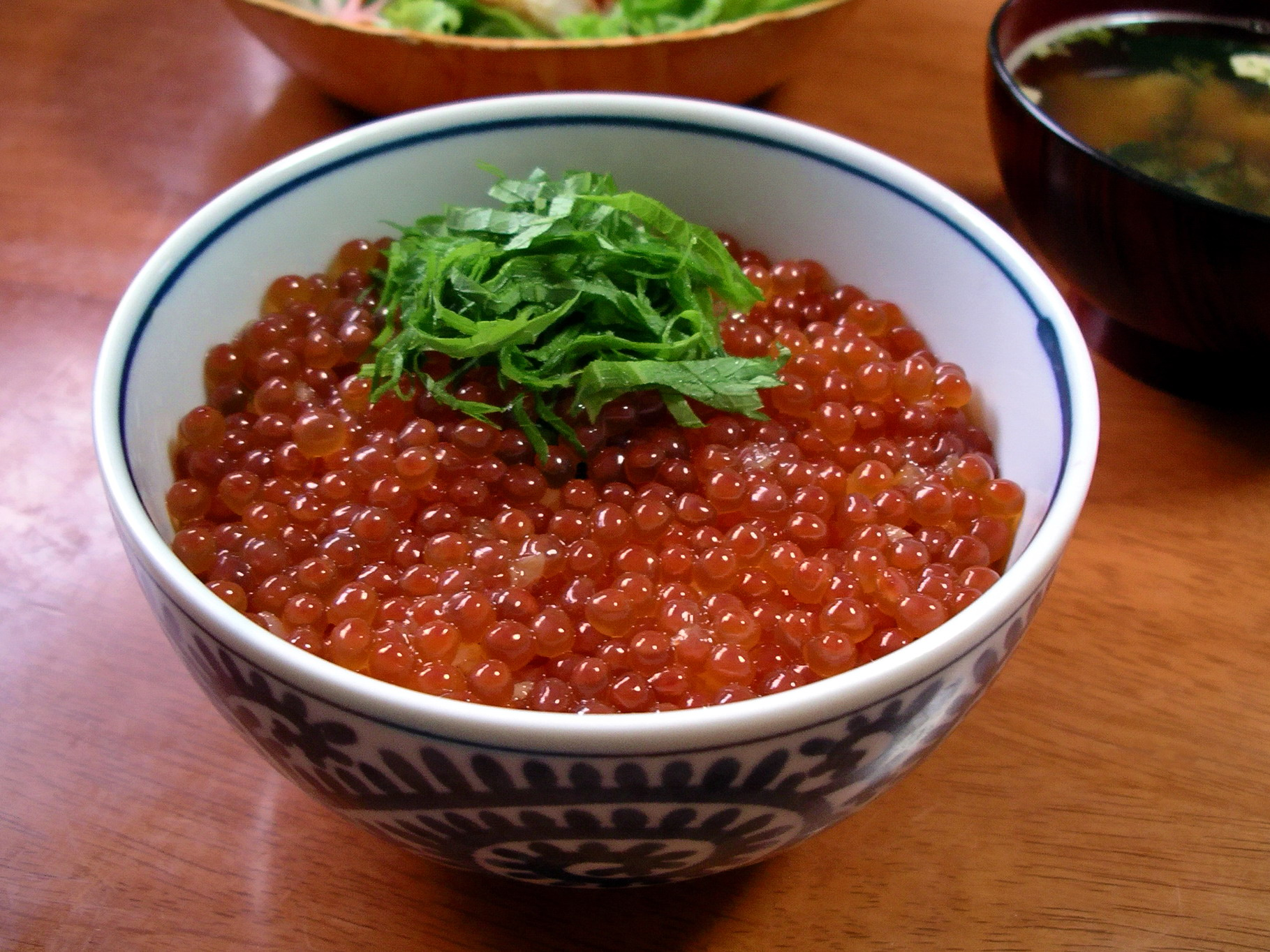
Ikuradon, egy tál rizs a tetején lazacikrával

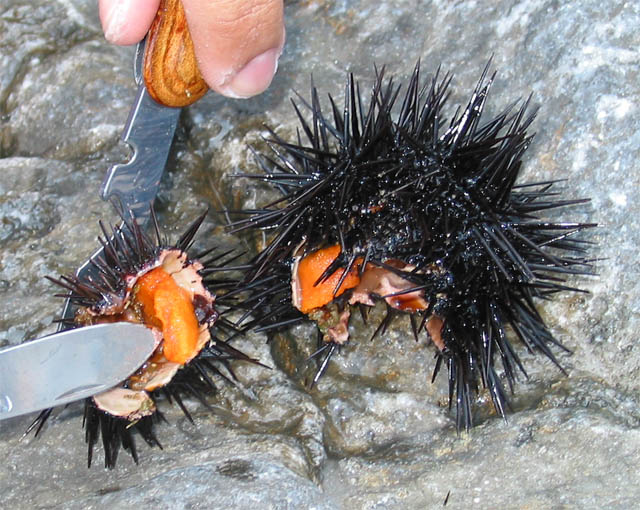
Tengeri sün ikrája

### Japán
A japán konyha sokféle ikrát használ, az alábbiakat például nyersen fogyasztják a szusi részeként:
- Ikura (イクラ) – Lazacikra. Nagy, különálló, narancsospiros gömbök. Mivel a lazacikrát csaliként is használják, azok a horgászok, akik először esznek szusit, gyakran megrökönyödnek az Ikura láttán.
- Kazunoko (数の子/鯑) – Heringikra, sárga vagy rózsaszínes, kemény, gumiszerű a tapintása és a kinézete, gyakran savanyítják. Az ikra egyetlen összefüggő massza, ezért úgy néz ki, mint egy darab hal.
- Mentaiko (明太子) – alaszkai sárga tőkehal ikrája őrölt pirospaprikával fűszerezve, és vékony, rugalmas hártyával bevonva. A Mentaiko színe általában a rózsaszíntől a sötétpirosig változó.
- Tarako (たらこ) – Sózott tőkehalikra, néha grillezve.
- Tobiko (飛び子) – Repülőhalikra, nagyon ropogós, színe pirosas narancs.
- Uni (うに, 雲丹) – Tengerisün ikrája, puha és omlós. Színe a narancstól a halványsárgáig terjedhet. Az emberek a szaporítószerveket ("ikrát") nyersen vagy kissé megfőzve fogyasztják. A tengeri sünök ikrája a koreai konyha népszerű étele, amelyet "uninak" neveznek a japán szusireceptekben. Chilében is hagyományos étel, ott "erizo" a neve. A hazai fogyasztás mellett Chile és számos más ország is exportál tengeri sünt Japánba, hogy kielégítsék az ottani országos keresletet. A tengeri sün ikrát hagyományosan afrodiziákumnak tartják, nemrég kiderült, hogy az anandamid nevű kannabinoid megtalálható benne.
- Karasumi (カラスミ, 鱲子) – Nagaszaki specialitása, és a sózott tengeri sün ikrával illetve a Konowatával egyike Japán három ismert különleges ételének ("csinmi"). Úgy készül, hogy a sózott pérhalikrát sótlanítják és napfényen megszárítják.

### Svédország
A füstölt, sózott tőkehalikrából készült paszta, amelyet gyakran szendvicskrémként fogyasztanak, nagyon népszerű Svédországban. A leghíresebb márka a Kalles Kaviar.

### Dánia
A nyúlhal (stenbider) ikráját a dán konyha széles körben használja, például félbe vágott vagy szeletelt keménytojásokon, rákhalmocskák tetején, vagy más halakkal vagy tenger gyümölcseivel kombinálva. A másik közkedvelt ikra a tőkehalé (torsk).

### Görögország
A tarama sózott és savanyított pontyikra, amelyből a taramosalata készül, a görög és török konyha egyik mezéje, amelyben taramát kevernek össze citromlével, zsemlemorzsával, hagymával és olívaolajjal; ezt mártogatóként fogyasztják.

### Olaszország
A bottarga a tengeri pérhal sózott és szárított ikrazacskója, amelyet étvágygerjesztőként vagy tésztaszószokhoz használnak.

### Irán
A Kaszpi-tenger melletti Gilán és Mazandaran tartományokban sokféle ikrát használnak. Az Ashpalnak vagy Ashbalnak nevezett ikrát grillezve, savanyítva, sózva, vagy más hozzávalókkal keverve fogyasztják. Ha sózva vagy savanyítva van, fűszerként használják. Frissen általában grillezik, párolják, vagy tojással összekeverve megsütik, amitől sodószerű lesz – ezt nevezik "Ashpal Kuku"-nak.
Az igen keresett kaviáron kívül a menyecske koncér Kutum alfajának (Rutilus Frisii Kutum), a bodorkának (Gileki nyelven "Kuli"), a dévérkeszegnek ("Kulmeh"), és a kaszpi lazacnak az ikrája is nagyon közkedvelt. A ponty és a márna ikráját ritkábban, alkalmanként használják.

### India (Kerala és Nyugat-Bengália) és Banglades
A Hilsa hal (egy trópusi heringféle) ikráját a legnagyszerűbb csemegének tartják Nyugat-Bengáliában és Bangladesben. Az ikrát általában fagyasztják, bár léteznek más elkészítési módok is, például tört ikra, amiben az ikrát olajjal, hagymával és borssal törik össze, vagy az ikrás curry. Kerala államban az ikrát kókuszolajban fagyasztják, és csemegeként eszik. A törzsi népek körében a nyílt tűzön jól megsütött ikra (mint a mályvacukor) számít csemegének. Ugyanakkor az ikrát tartalmazó hal kevésbé ízletes a többihez képest. Ezen a területen az egyik labeo faj ikrája is csemege, amelyet sütve fogyasztanak, vagy egy sült tökfélének a töltelékeként.

### Egyesült Királyság
Az Egyesült Királyságban fogyasztott "puha ikra" valójában haltej. Bár nem túlságosan népszerű, a heringikra is kapható sok brit bevásárlóközpontban. Tőkehalikrát is vehetünk sok halételeket árusító boltban, főként London környékén. A nagyobb üzletekben többféle konzerv ikrát is árulnak.